# تزكان
تزڭان هي قرية أمازيغية جبلية مغربية شمال المملكة. تنتمي تزڭان لإقليم شفشاون. تضم هذه الجماعة القروية 11.711 نسمة والمركز يضم 5.043 نسمة فقط (إحصاء 2004).